# Fluke Corporation
A Fluke Corporation foi fundada em 1948 por John Fluke, a Fluke Corporation é atualmente líder na fabricação, distribuição e serviço para equipamentos e softwares de teste.
A Fluke Corporation pertence à holding Danaher Corporation e é uma multinacional situada nos EUA, no estado de Washington, na cidade de Everett próximo a Seattle. Possui fábricas nos EUA, Reino Unido e Holanda e possui presença comercial em todo mundo. Emprega aproximadamente 2400 pessoas no mundo (2006).
A marca Fluke tem se solidificado no mercado ao longo dos anos através de seus equipamentos e de aquisições feitas ao longo de sua história, veja a seguir algumas marcas da Fluke Corporation.

## Divisões
- Datapaq
- DH Instruments
- Fluke Industrial
- Fluke Biomedical
- Fluke Networks
- Hart Scientific
- Hawk-IR
- Ircon
- Raytek